# Gaurotes spinipennis
Gaurotes spinipennis là một loài bọ cánh cứng trong họ Cerambycidae.